# Zuo Ju
Zuo Ju (en chino: 左菊; 10 de febrero de 2000) es una deportista china que compite en taekwondo.
Ganó dos medallas de plata en el Campeonato Mundial de Taekwondo, en los años 2022 y 2023, ambas en la categoría de –53 kg.

## Palmarés internacional
| Campeonato Mundial | Campeonato Mundial   | Campeonato Mundial | Campeonato Mundial |
| Año                | Lugar                | Medalla            | Categoría          |
| ------------------ | -------------------- | ------------------ | ------------------ |
| 2022               | Guadalajara (México) | Medalla de plata   | –53 kg             |
| 2023               | Bakú (Azerbaiyán)    | Medalla de plata   | –53 kg             |